# 消防試験研究センター
一般財団法人消防試験研究センター（しょうぼうしけんけんきゅうセンター）は、危険物取扱者試験、消防設備士試験などを実施する一般財団法人。元消防庁所管。

## 概要

### 主な事業
- 試験事業
  - 消防法に基づく総務大臣指定試験機関であり、同法により都道府県知事が施行する危険物取扱者試験、消防設備士試験の事務を受託実施する。
  - 総務省消防庁告示に基づく予防技術検定（予防業務全般及び防火査察、消防用設備等又は危険物に関する高度な知識及び技術についての試験として消防庁長官が確認したもの）を実施する。

- 免状事業
  - 都道府県知事が交付する危険物取扱者免状、消防設備士免状の申請受付・作成・交付事務の受託実施
  - 都道府県知事の要請によって行う、危険物取扱者及び消防設備士に係る免状情報・法定講習受講情報の登録管理

- 調査研究事業 - 危険物保管設備・消防設備の調査研究

- 消防防災公益基金事業 - 消防防災事業への助成

### 役員
- 代表理事理事長：北村吉男（元消防総監）
- 常務執行理事常務理事：田口尚文（元総務省大臣官房総括審議官（政策評価、選挙制度改革、政策企画（副）担当））

## 事業所
- 中央試験センター（東京都渋谷区、東京消防庁消防技術安全所内）

本部事務局の下部組織。全国で実施する各試験の受験票や結果通知の印刷・採点集計などを一括処理している。また東京都知事が施行する東京都内（実際には同センターが入居する消防技術安全所内および島嶼部のみで実施）における試験と免状交付の申請窓口でもある。
2010年度より従来扱っていなかった免状の書換・再交付に関しても受託しており、同年8月より都直轄として引き続き行っている東京消防庁の各消防署とともに受け付けている。
なお2010年度の事業計画に、本部とともに千代田区一ツ橋のパレスサイドビルディングへ移転予定の記載（本部8月1日、試験場10月1日予定）があったが、実際には同年度に移転は行われず、翌2011年度計画では同センター試験会場確保の準備を行う旨の記述にとどまり、新会場所在地の明示もなくなるなど後退している。
- 支部（46箇所）

すべての道府県庁所在都市に設置しており、それぞれの道府県内で知事が施行する試験を受託実施するとともに、その受験や交付する免状（新規・書換・再交付）の申請窓口となっている。